# Pan Verdoux
Pan Verdoux – czarna komedia z 1947 roku w reżyserii Charliego Chaplina.
W 1948 roku film był nominowany do Oscara za najlepszy oryginalny scenariusz, oparty na prawdziwej historii Henri Landru.

## Fabuła
Pan Verdoux, kasjer w wielkim banku paryskim, został wyrzucony na bruk po trzydziestu latach nienagannej pracy. Umie tylko spekulować na giełdzie, ale brak mu do tego kapitałów. Postanawia więc uwodzić i zabijać bogate starzejące się kobiety, by zapewnić dobrobyt swojemu synowi i kalekiej żonie.

## Obsada
- Charlie Chaplin jako Henri Verdoux
- Charles Evans jako detektyw Morron
- Marilyn Nash jako dziewczyna
- Almira Sessions jako Lena Couvais
- Irving Bacon jako Pierre Couvais
- Isobel Elsom jako Marie Grosnay
- Martha Raye jako Annabella Bonheur
- Robert Lewis jako Maurice Bottello
- Mady Correll jako Mona Verdoux
- Marjorie Bennett jako służąca Marii Grosnay